# Vampire Dany
Vampire Dany, född 2014, är en italiensk varmblodig travhäst. Han tävlade under 2016 och tränades av Erik Bondo och kördes ofta av Roberto Andreghetti eller Bondo själv. Vampire Dany började tävla i augusti 2016 och sprang in 110 322 euro på 8 starter, varav 6 segrar, en andraplats och en tredjeplats. I mars 2017 kidnappades han mystiskt från stallet. Han är än idag (2022) ej återfunnen.

## Karriär
Vampire Dany började tävla i augusti 2016 på Ippodromo dei Pini i Follonica, och segrade i sitt debutlopp. I nästa lopp kom han på andra plats, sedan radade han upp 5 raka segrar mellan oktober och december 2016. Under treåringssäsongen så segrade han bland annat i det italienska storloppet Gran Criterium för tvååriga hästar, och kom trea i Gran Premio Allevatori, och spåddes en lovande framtid på travbanorna.

## Kidnappningen
Natten mot den 7 mars 2017 blev Vampire Dany, tillsammans med fyraåriga Unicka kidnappade från Bondos stall i Santa Croce sull'Arno. På morgonen då stallpersonalen skulle titta till hästarna så var de båda spårlöst borta. Kretsen kring hästen larmade omedelbart polisen, som då påbörjade en utredning om kidnappningen. Ett av polisens utredningsspår var att italienska maffian låg bakom kidnappningen, och ett annat var att hästarna kunde förts till Östeuropa, där kontrollerna vid tävling är bristfälliga. Vid bortförandet hade Unicka värderats till 10 miljoner kronor, och Vampire Dany spåtts en lovande framtid på travbanorna.
Den 14 november 2017 greps två personer misstänkta för kidnappningen. Det kom även uppgifter om att de Unicka och Vampire Dany skulle vara vid liv, men bekräftades aldrig. Namnen på de misstänkta offentliggjordes aldrig, då man misstänkte att en större liga låg bakom bortförandet. Personerna som greps släppes senare.
Ägaren Gianluca Lami, som stod bakom storstallet Scuderia Wave, som ägde både Unicka och Vampire Dany stängde stallet efter kidnappningarna och sålde sina tävlingshästar.
Varken Unicka eller Vampire Dany är fortfarande ej återfunna (2022).